# Koszykówka na Letniej Uniwersjadzie 1959
Koszykówka na Letniej Uniwersjadzie 1959 – zawody koszykarskie rozgrywane podczas Letniej Uniwersjady 1959 w Turynie. W programie znalazła się jedna konkurencja – turniej mężczyzn. Koszykówka była jedną z 7 dyscyplin rozgrywanych podczas pierwszej letniej uniwersjady w historii i jednym z 3 sportów drużynowych. Do programu zawodów nie wszedł turniej kobiet, który zadebiutował 2 lata później.
W turnieju mężczyzn najlepsi okazali się koszykarze Związku Radzieckiego. Drugą pozycję zajęli gospodarze, Włochy, a trzecią Czechosłowacja. Medal zdobyty przez reprezentację Włoch jest dotychczas jedynym zdobytym przez tę reprezentację w historii turniejów mężczyzn podczas letnich uniwersjad.

## Klasyfikacje medalowe

### Wyniki konkurencji
| Konkurencja:     | 1. miejsce | 2. miejsce | 3. miejsce     |
| Turniej mężczyzn | ZSRR       | Włochy     | Czechosłowacja |

### Klasyfikacja medalowa państw
| Nr | Państwo        |   |   |   | Ogółem |
| -- | -------------- | - | - | - | ------ |
| 1. | ZSRR           | 1 | 0 | 0 | 1      |
| 2. | Włochy         | 0 | 1 | 0 | 1      |
| 3. | Czechosłowacja | 0 | 0 | 1 | 1      |